# Potentilla borneensis
Potentilla borneensis är en rosväxtart som först beskrevs av Otto Stapf, och fick sitt nu gällande namn av Kalkm.. Potentilla borneensis ingår i Fingerörtssläktet som ingår i familjen rosväxter. Inga underarter finns listade i Catalogue of Life.